# Scarlet (Jinxworld)
Scarlet è una serie a fumetti creata da Brian Michael Bendis e Alex Maleev, pubblicata sotto diversi editori, avente come protagonista il personaggio eponimo. 
Tra il 2010 e il 2017 è pubblicato dalla casa editrice statunitense Marvel Comics per l'etichetta Icon Comics. Il personaggio debutta su una serie con periodicità irregolare tra il 2010 e il 2016 attraverso il "Direct Market" cioè il mercato diretto, esclusivo per fumetterie e librerie ma non edicole. L'opera rientra tra i titoli creator-owned di Bendis e quindi fa parte dell'imprint Jinxworld. Alla fine del 2017 Brian Michael Bendis firma un contratto in esclusiva per la DC Comics e lascia la Marvel. I fumetti del Jinxworld tra cui Scarlet vengono distribuiti dalla DC a partire dal 2018. La seconda serie dedicata al personaggio debutta il 29 agosto 2018.

## Storia editoriale
Scarlet è il primo personaggio espressamente creato per l'imprint Icon da Bendis e Maleev. Brian Michael Bendis ha già al suo attivo la serie regolare Powers pubblicata per questo imprint della Marvel e disegnata da Michael Avon Oeming, che però era stata originariamente concepita e pubblicata per la casa editrice Image Comics.
Il primo numero della serie venne lanciato come «il progetto più audace finora prodotto dai suoi autori» e oltre la copertina regolare realizzata dallo stesso Maleev, vengono distribuiti albi con due copertine alternative, disegnate una da David Lafuente e l'altra da Mike Deodato Jr.

## Trama
Scarlet è una ragazza come le altre di Portland con la sua vita e i suoi amori. Tutto ciò viene sconvolto a causa di un'ingiustizia; l'assassinio da parte di un poliziotto corrotto del suo ragazzo. Questo provoca in lei un cambiamento, vede il mondo sotto occhi differenti cosa che la spinge a lottare per cambiare le regole del gioco. Ciò spingerà l'America sull'orlo di una moderna rivoluzione? Fine a che punto arriverà? La storia si dipana e si sviluppa sulla scia dei discorsi e ragionamenti della protagonista (che spesso rompe anche il cosiddetto "quarto muro", cioè dialoga direttamente coi lettori come se fosse una persona reale) e degli altri personaggi.

## Volumi
- Brian Michael Bendis (testi) - Alex Maleev (disegni), Scarlet (vol. 1) nn. 1-10, Icon Comics/Jinxworld, New York, serie regolare (conclusa), luglio 2010 - giugno 2016.
- Brian Michael Bendis (testi) - Alex Maleev (disegni), Scarlet (vol. 2) dal n. 1, DC Comics/Jinxworld, Burbank, miniserie di 5 albi, 29 agosto 2018 - in corso.

### Edizioni in lingua italiana
- 100% Panini Comics n. 54 - Scarlet, Panini Comics, 2011, ISBN 9788865893180.